# Памятник Соломии Крушельницкой (Тернополь)
Памятник Соломии Крушельницкой (укр. Пам'ятник Соломії Крушельницькій) — монумент в память о знаменитой украинской оперной певице Соломии Крушельницкой в городе Тернополь, расположенный в сквере имени Тараса Шевченко на одноименном бульваре. Объявлен объектом монументального искусства местного значения (охранный № 3256).

## История
Идея установки памятника украинской оперной певице зародилась ещё в 1989 году. Тогда планировалось, что он появится у Тернопольского музыкального училища имени Соломии Крушельницкой. В 2003 году председатель благотворительного фонда «Соломия» Марта Подкович поставила вопрос о сооружении памятника. 30 марта 2004 года в Тернополе состоялся первый благотворительный концерт по сбору средств на него с участием народных артистов Украины Мирослава Скорика, Игоря Пилатюка, оркестра Музыкальной академии.
В церемонии открытия, которое состоялось 22 августа 2010 года, приняли участие племянник оперной примы, народный артист Украины Мирослав Скорик, городской председатель Тернополя Роман Заставный, председатель облгосадминистрации Михаил Цимбалюк, председатель областного совета Алексей Кайда, председатель благотворительного фонда им. С. Крушельницкой Марта Подкович.
Ежегодно в день рождения Соломии Крушельницкой У памятника проходят праздничные мероприятия.

## Описание
Стройная фигура Соломии, вылитая из бронзы в полный рост, в старинном костюме с шляпкой размещена на круглом постаменте. Певицы изображена в безудержном развитии вперед, правая рука опирается на причудливый узор из застывшей музыки. Памятник высотой 3,8 метров, весит 3,5 тонн.
Авторы композиции — скульптор Владимир Стасюк (Ровно) и братья Андрей и Владимир Сухорские, архитектор Изабелла Ткачук, которые работали совместно с тернопольскими художниками Даниилом Чепилем и Анатолием Водопьяном.

## Галерея

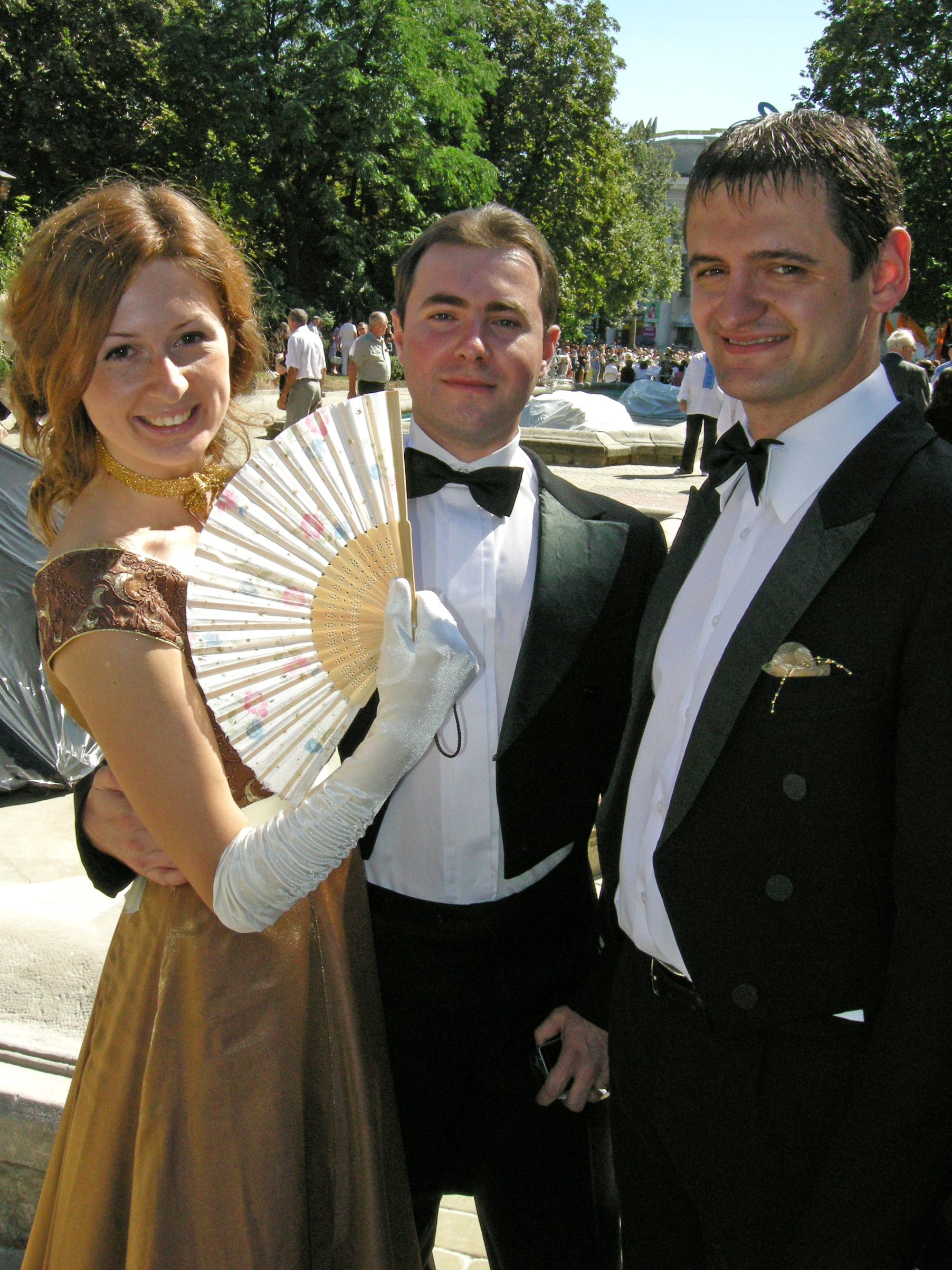
Актеры в костюмах начала XX столетия на церемонии открытия
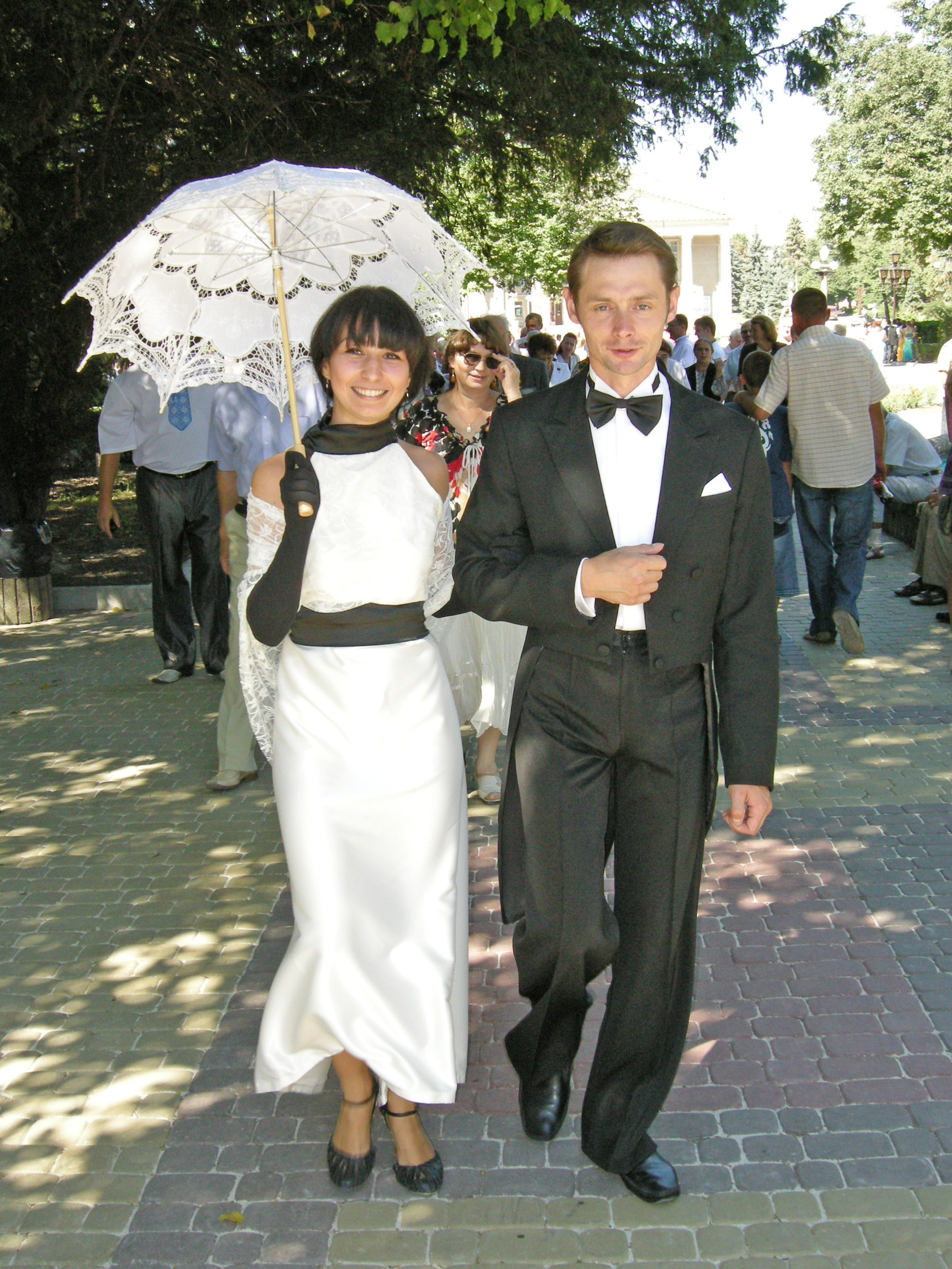
Актеры в костюмах начала XX столетия на церемонии открытия
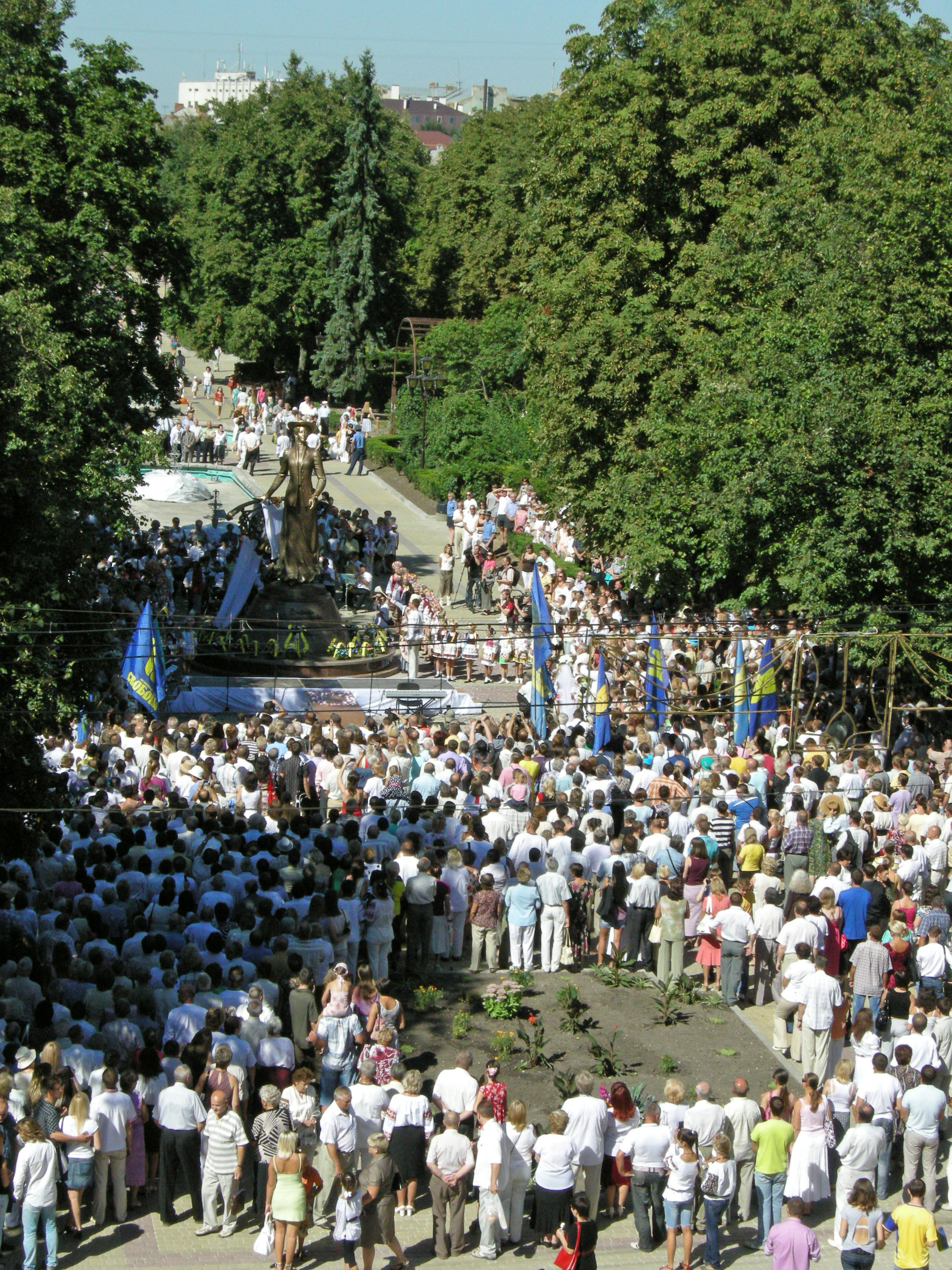
Вид на церемонию открытия монумента
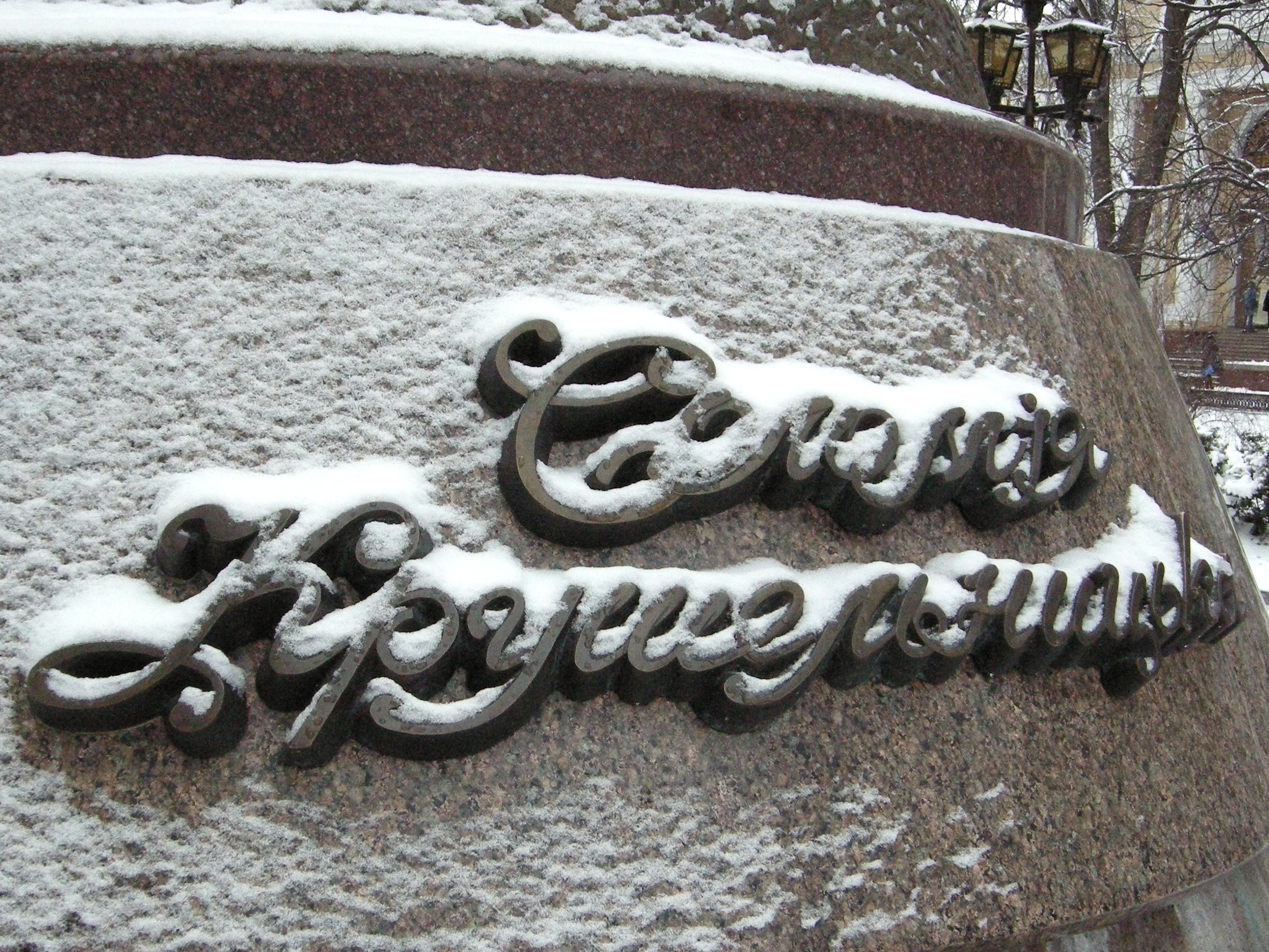
Надпись на памятнике зимой